# Vol Kish Air 7170
Le 10 février 2004, un Fokker 50 assurant le vol Kish Air 7170, un vol international régulier, opéré par la compagnie aérienne iranienne Kish Air, entre l'île de Kish, en Iran, et Charjah, aux Émirats arabes unis, s'est écrasé prés d'une zone résidentielle située à 5 km de la piste d'atterrissage, lors de l'approche vers l'aéroport international de Charjah. Au total, 43 des 46 passagers et membres d'équipage à bord ont péri dans l'accident, ce qui en fait la catastrophe aérienne la plus meurtrière impliquant ce type d'appareil.
L'Autorité générale de l'aviation civile (en) des Émirats arabes unis (GCAA) a conclu que cet accident est principalement dû à une perte de contrôle en vol, causée par une erreur de pilotage. Lors de la phase d'approche, le commandant de bord a soudainement demandé à son copilote d'effectuer l'approche finale, conduisant finalement l'équipage à exécuté l'approche avec un taux de descente trop élevé pour cette manœuvre. Réalisant cela, le commandant de bord a repris les commandes et a décidé de tirer la manette des gaz jusqu'à ce qu'elle atteigne le mode « normal », afin de diminuer rapidement leur altitude. Cependant, le commandant de bord a accidentellement fait entrer le pas des pales de l'hélice du moteur gauche en mode « ralenti/sol », provoquant une dissymétrie au niveau de la puissance des deux moteurs et un mouvement de roulis très important sur la gauche, ce qui à conduit à la perte de contrôle et au crash de l'avion.
L'accident du vol 7170 est similaire à celui du vol Luxair 9642, impliquant un Fokker F50 qui s'était écrasé deux ans auparavant au Luxembourg. Le crash du vol 9642 a entraîné la recommandation obligatoire pour tous les opérateurs de ce type d'avion de les renvoyer au constructeur pour procéder à des modifications techniques. Les ressemblances frappantes entre ces deux catastrophes ont poussé les autorités à exhorter les compagnies aérienne à procédé immédiatement à la révision de leur Fokker F50 afin d'évité d'autres accidents.

## Avion et équipage

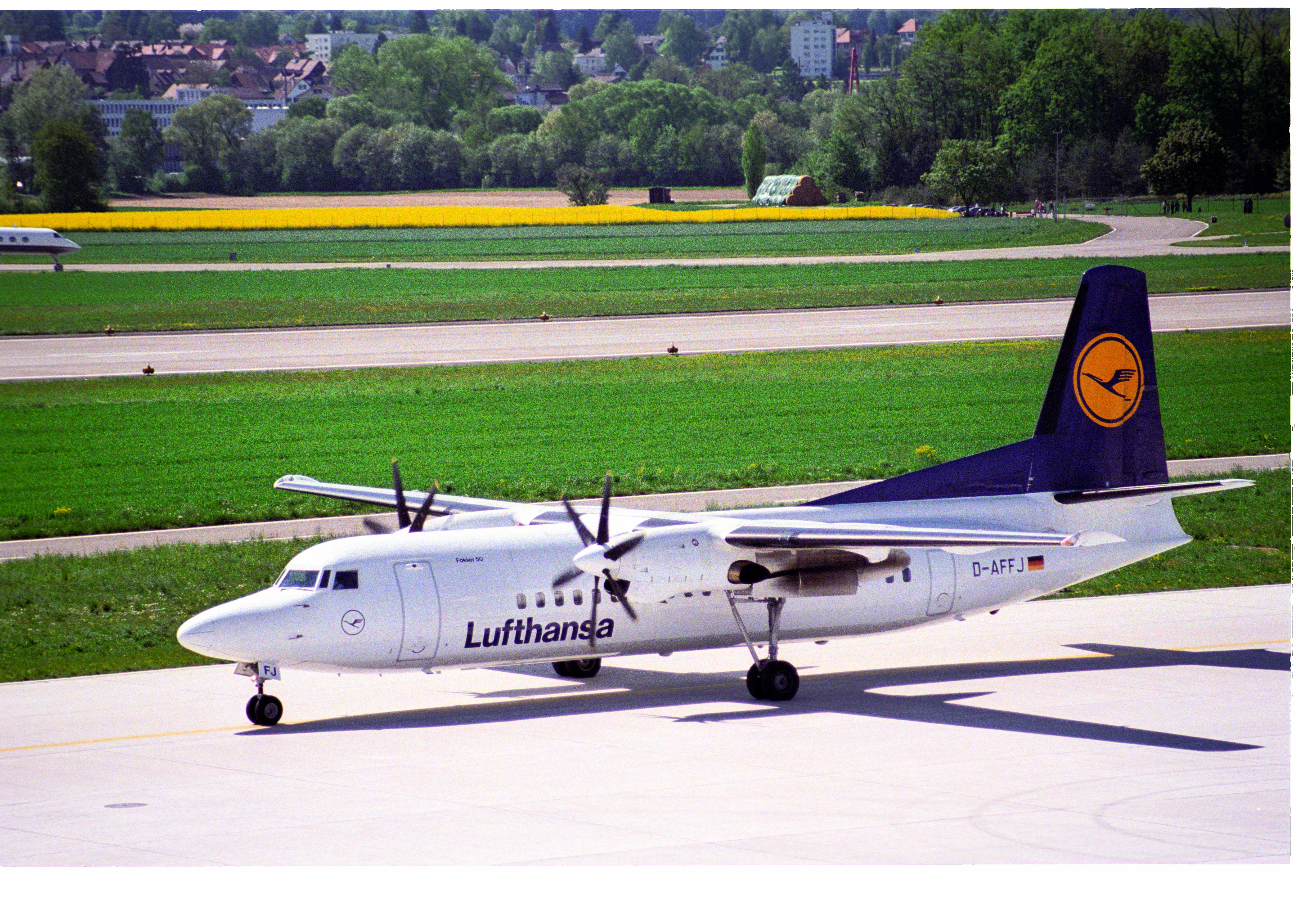
Le Fokker 50 impliqué dans l'accident, alors qu'il était toujours en service avec Lufthansa CityLine, ici en mai 1995.

L'appareil impliqué est un Fokker 50 immatriculé EP-LCA (numéro de série 20273). Il a volé pour la première fois le 25 janvier 1993 avec Lufthansa CityLine (immatriculation D-AFFJ), puis à Air Nostrum, pour le compte d'Iberia (immatriculation EC-GKU), avant d'être livré à Kish Air le 1er mars 2002. Cet avion court-courrier, équipé de deux turbopropulseurs de la marque Pratt & Whitney Canada, a suivi une visite de type A le 24 décembre 2003 et devait subir un autre contrôle similaire deux mois après le crash. Il totalisé 20 466 heures de vol et 19 845 cycles (décollage/atterrissage) au moment de l'accident.
L'équipage est composé de 6 personnes : 2 pilotes, 2 membres du personnel de cabine et 2 membres du personnel de sécurité. Le commandant de bord est Ahmed Hosseini (48 ans), un ancien pilote militaire qui cumule 6 440 heures de vol, dont plus de 1 500 heures sur Fokker 50. Le copilote est Nemat Panahian (50 ans), qui totalise près de 4 000 heures de vol, dont seulement 517 heures sur Fokker 50.

## Déroulement du vol
Le vol 7170 assurait la liaison entre l'île touristique iranienne de Kish et l'aéroport international de Charjah, aux Émirats arabes unis. Il devait décoller de l'aéroport de l'île de Kish avec à son bord 42 passagers et 6 membres d'équipage. Les conditions météorologiques et la visibilité à Charjah étaient bonnes ; le vol devait durer environ 35 minutes. L'avion a finalement décollé de Kish à 12 h 00. La phase de décollage s'est déroulée sans incident.
Pendant la phase de vol, peu avant que l'avion ne commence sa descente vers Charjah, le commandant Hosseini a demandé au copilote Panahian d'inverser les rôles, faisant de Panahian le pilote en fonction (PF). Ce dernier a été surpris par cette décision, car ce n'était pas ce que les pilotes avaient prévu plus tôt, et a finalement décliné l'ordre du commandant en déclarant qu'il n'était pas assez confiant dans sa capacité à gérer l'approche vers l'aéroport. Le commandant a cependant refusé d'accepter sa réponse et a insisté pour que Panahian soit le pilote aux commandes, déclarant qu'il fournirait une assistance pendant l'approche. Le copilote a donc accepté à contrecœur et est devenu le pilote aux commandes pour la phase d'approche.

### Approche
Alors que l'avion était en approche vers l'aéroport, l'équipage a commencé le briefing d'approche et a effectué la liste de vérification. Pendant l'approche, le commandant Hosseini a continué à donner des conseils au copilote Panahian concernant la trajectoire de l'avion.
Vers 11 h 20, la demande de l'équipage de descendre vers l'aéroport a été acceptée par le contrôleur aérien. Ils ont ensuite été autorisés à effectuer une approche VOR/DME vers l'aéroport, puis à atterrir sur la piste 12. Le commandant a demandé à son copilote de régler l'altitude à 410 pieds (120 m), soit un peu plus bas que l'altitude minimale de descente (MDA) de l'aéroport, qui était de 500 pieds (150 m). Le copilote Panahian a ensuite essayé de positionner l'avion pour l'approche finale, qui volait alors avec le pilote automatique activé et était légèrement plus haut que le profil d'approche normal. Cependant, il n'était toujours pas configuré pour l'atterrissage, car les volets étaient toujours à 0 et sa vitesse était 50 nœuds (93 km/h) plus rapide que celle habituellement requise pour cette approche.
Le vol 7170 s'est rapidement approché de la MDA pour l'aéroport de Charjah. L'équipage a réussi à diminuer un peu la vitesse et a déployé les volets à 10°. Le commandant Hosseini a ensuite réglé les volets à 25° et a commencé à sortir le train d'atterrissage. L'avion, cependant, était toujours trop haut et trop rapide. Avec une distance restante de moins de 3 milles nautiques (5,6 km) entre l'avion et l'aéroport, le commandant a essayé de reprendre les commandes à son copilote ; il avait l'intention de les lui rendre une fois que l'avion serait sur le bon profil d'approche. Le copilote Panahian a accepté la demande du commandant de bord et lui a donné le contrôle de l'avion.

### Accident
Soucieux de réduire leur altitude, le commandant Hosseini a tenté de faire entrer la poussée des moteurs jusqu'au mode « normal », en tirant sur la manette des gaz. Immédiatement après, la vitesse de l'hélice a rapidement augmenté et a provoqué un bruit assez fort pour surprendre les deux pilotes. L'avion a piqué du nez et est progressivement parti en roulis sur la gauche, à un angle de plus de 30°. Le commandant a finalement réalisé qu'il avait inversé le pas des hélices en plein vol et, peu de temps après, il a demandé au copilote de déplacer la manette complètement vers l'avant. Ils ont réussi à réduire le roulis et à relever le nez, mais pas suffisamment pour empêcher l'avion de tomber vers le sol.
L'équipage d'un autre avion au sol, qui était en route pour s'aligner sur la piste 12, a vu le vol 7170 piquer du nez et recommencer à rouler sur la gauche. Il a plongé fortement vers le sol et est entré dans une chute en spirale. L'avion a continué à plonger avec une forte inclinaison à gauche jusqu'à ce qu'il percute le sol, manquant de peu une zone résidentielle, traversant une route et explosant à l'impact, prenant feu immédiatement. Il s'est écrasé à environ 5 km de l'extrémité de la piste d'atterrissage. La partie avant de l'appareil a été complètement détruite, mais la partie principale du fuselage était encore intact.
Un témoin qui se trouvait à proximité fut le premier à arriver sur les lieux du crash. Selon lui, on entendait encore des appels à l'aide depuis l'intérieur de l'avion. Il essaya d'ouvrir l'une des portes, mais n'y parvint pas, car elle fut tordue par la force de l'impact. Si certaines parties du fuselage avaient été brisées lors du crash, les flammes empêchèrent les passagers de s'échapper. Comme il n'y a pas eu de véhicules de lutte anti-incendie pendant plusieurs minutes après le crash, le feu se propagea rapidement et ravagea rapidement l'ensemble du fuselage. Les services de secours arrivèrent finalement sur les lieux environ 25 minutes après l'accident, mais il était déjà trop tard, car l'avion avait été complètement détruit par les flammes. L'opération de sauvetage a été encore plus entravée par la présence de nombreux habitants sur les lieux de l'accident. L'incendie a été éteint environ 30 minutes après l'accident. 
Au moins 4 survivants ont été retrouvés sur le lieu de l'accident, mais l'un d'eux a succombé à ses blessures alors qu'il était transporté à l'hôpital. L'un des survivants a été retrouvé dans un état stable, tandis que les deux autres étaient inconscients et dans un état critique.
Au total, on dénombre 43 victimes parmi les 46 personnes à bord de l'avion. Les corps des victimes ont été alignés et emmenés à Dubaï pour être identifiés.

## Enquête

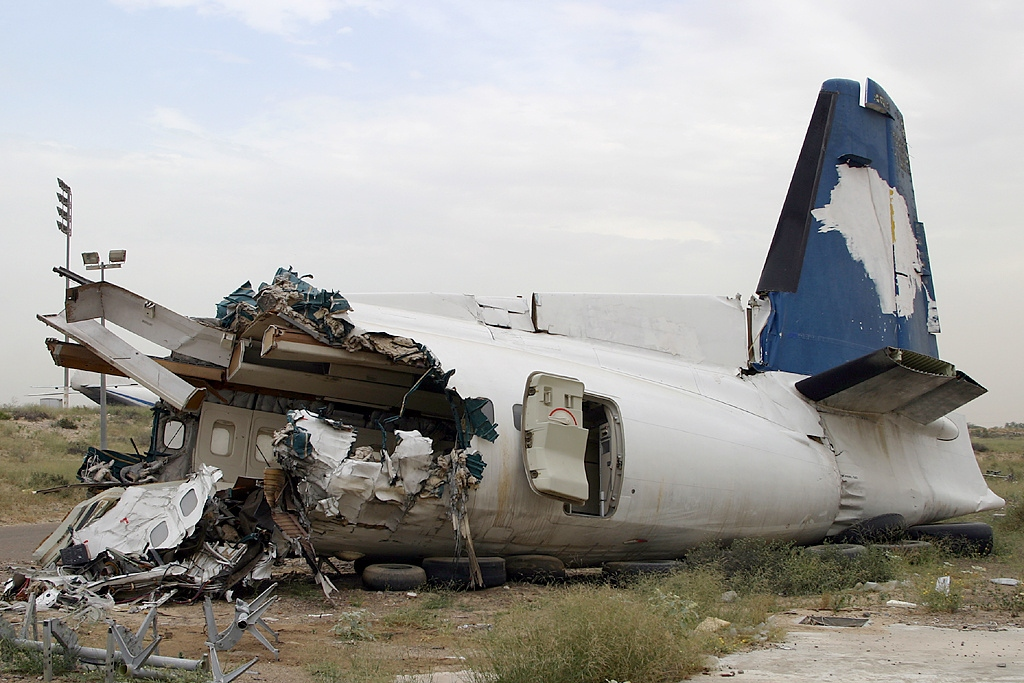
La section arrière de l'appareil, photographié un an après l'accident.

L'enquête a été menée par l'Autorité générale de l'aviation civile (en) des Émirats arabes unis (GCAA), ainsi que par plusieurs équipes d'enquêteurs extérieurs, dont l'Organisation de l'aviation civile iranienne (en) (CAO) (qui représentant le pays exploitant l'avion), et le Bureau néerlandais de la sécurité des transports (en) (qui représente le fabricant de l'avion).
D'après le carnet de bord de l'avion, aucun défaut ni entretien imprévu n'a été enregistré depuis la révision. Les carnets de maintenance de l'avion indiquent qu'aucun entretien programmé ou imprévu n'a été effectué sur les principaux composants des hélices de l'avion.
L'enregistreur phonique (CVR) et l'enregistreur de paramètres (FDR) ont été récupérés dans la partie arrière relativement intacte de l'avion, en très bon état. Ils ont été présentés au Bureau d'enquêtes et d'analyses pour la sécurité de l'aviation civile (BEA) le 16 février 2004, pour l'extraction des données de vol et la transcription des conversations dans le poste de pilotage.

### Rapport final
Le rapport final du GCAA, publié en avril 2005, a conclu que l'accident a été causé par le déplacement des manettes de puissance vers l'arrière par l'un des pilotes, provoquant l'inversion du pas des deux hélices en vol.
Les enquêteurs ont également énumérés les facteurs contributifs suivants :
- En insistant soudainement pour que le copilote effectue l'approche finale, la décision du commandant de bord a conduit à une dégradation de la gestion des ressources de l'équipage, au non-respect des procédures opérationnelles standard (SOP) mise en œuvre par la compagnie aérienne et à une vitesse d'approche excessivement élevée.
- Une tentative de rectification de cette vitesse d'approche élevée a probablement entraîné le non-respect des procédures d'exploitation standard de l'avion et le déplacement de la manette des gaz en dessous du régime de ralenti de vol.
- La version non modifiée du boîtier de contrôle du système anti-blocage des roues n'a pas réussi à fournir une protection adéquate au moment de l'accident.

Malgré la nature de l'accident, les enquêteurs n'ont émis que quatre recommandations aux différents parties impliquées. Parmi celles-ci, des appels ont été adressés à l'Autorité de l'aviation civile néerlandaise pour qu'elle exhorte les opérateurs non conformes à modifier l'unité de contrôle du système anti-blocage des roues du Fokker F50, une recommandation a été adressée au CAO pour qu'il souligne l'importance d'une formation adéquate et l'interdiction, pendant le vol, de déplacer la manette des gaz en dessous du régime de ralenti de vol, et de nouveaux appels ont été adressés à l'Organisation de l'aviation civile internationale (OACI) pour qu'elle mette en œuvre une politique visant à l'installation de caméra vidéo dans le cockpit.